# Alexis Doldán
José Alexis Doldán Aquino (Asunción, Paraguay; 27 de febrero de 1997) es un futbolista paraguayo que juega como defensa en Estudiantes de Mérida de la Primera División de Venezuela.

## Clubes
| Club                              | País      | Año              |
| --------------------------------- | --------- | ---------------- |
| Alebrijes de Oaxaca               | México    | 2018-2019        |
| Necaxa                            | México    | 2020             |
| Querétaro                         | México    | 2020-2021        |
| Atlético Tucumán                  | Argentina | 2022             |
| Estudiantes de Mérida Fútbol Club | Venezuela | 2023- Actualidad |

## Trayectoria

### Alebrijes de Oaxaca
El 15 de diciembre de 2018 se anuncia la llegada de Alexis a los Alebrijes de Oaxaca procedente de Fulgencio Yegros para el Clausura 2019 de la Liga de Ascenso de México. Debutó con los oaxaqueños en el partido León vs. Alebrijes de Oaxaca, el miércoles 9 de enero de 2019 por la Copa MX.
Con los Alebrijes de Oaxaca, Alexis Doldán solamente disputó 382 minutos de juego distribuidos en 5 partidos, 2 de la Liga y 3 de la Copa MX.

### Necaxa
Después del anuncio del también paraguayo Julio González el Necaxa informó el 16 de enero de 2020 que Alexis Doldán llegaría como refuerzo para el Clausura 2020. El 20 de enero, de la mano del entrenador Alfonso Sosa y en el Estadio Nemesio Díez contra el Toluca debuta oficialmente con los  rayos además anotó su primer gol con el conjunto hidrocálido al minuto 80. El partido concluyó con victoria 3-2 sobre los diablos.

### Querétaro
El 18 de julio se anuncia su salida del Necaxa, para ser nuevo jugador del Querétaro, para el Torneo Apertura 2020.

### Estudiantes de Mérida
Luego de su breve pasantía por Atlético Tucumán de la Liga Profesional, llega a 
Estudiantes de Mérida para la Temporada 2023 de la Primera División Venezolana. Hace su debut como jugador del equipo el 23 de febrero de 2023, en la victoria 1 - 5 frente a Zamora F.C., partido correspondiente a la tercera jornada de la Liga FUTVE.